# Équipe des Îles Cook de rugby à sept
L'équipe des Îles Cook de rugby à sept est l'équipe qui représente les Îles Cook dans les principales compétitions internationales de rugby à sept au sein des World Rugby Sevens Series, de la coupe du monde et des jeux du Commonwealth.

## Histoire

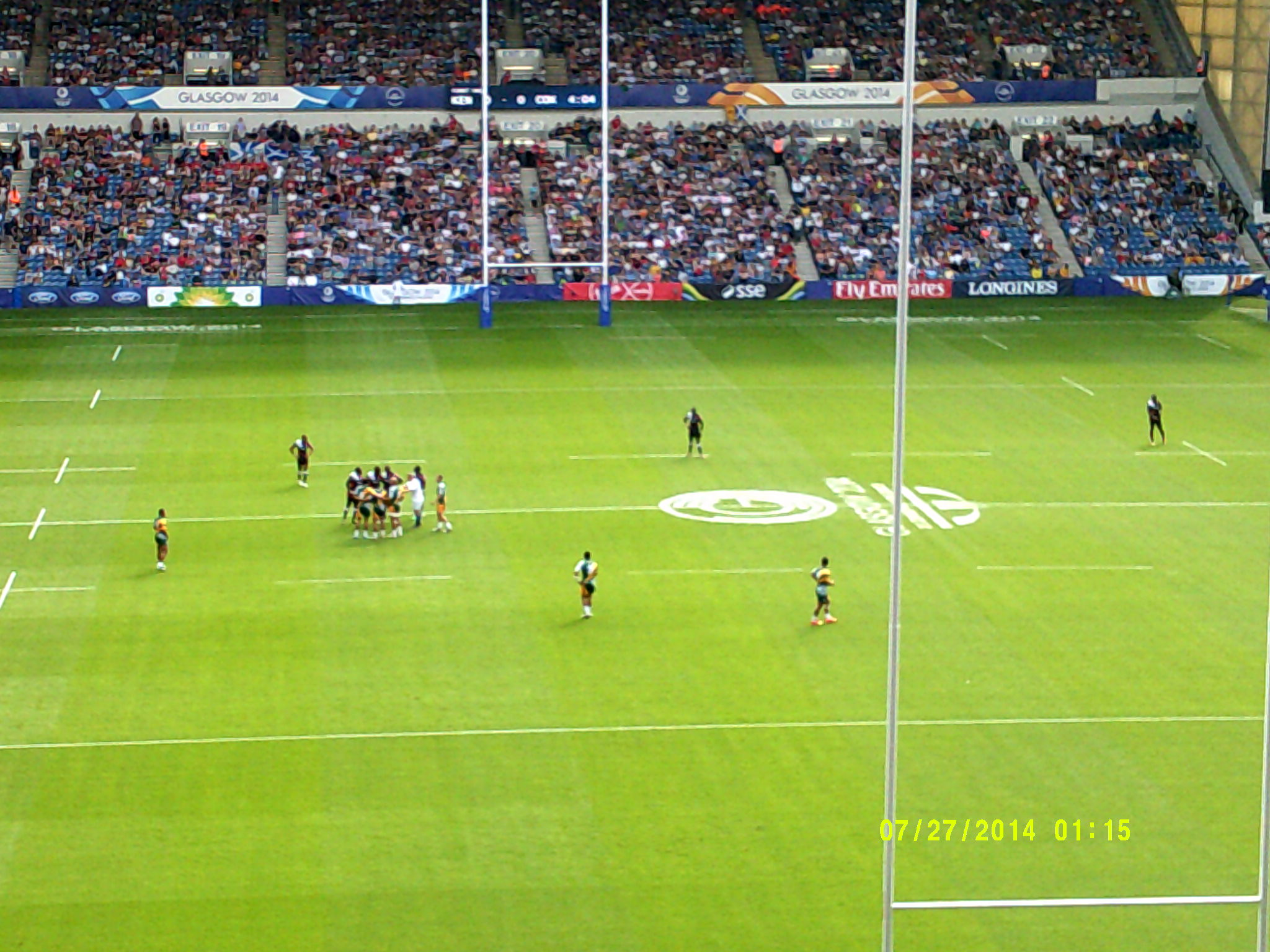
Les Îles Cook affrontent le Kenya lors des Jeux du Commonwealth.

Ils participent aussi régulièrement à des étapes des World Rugby Sevens Series, comme les Tournois de Hong Kong, d'Australie ou surtout de Nouvelle-Zélande.
Au Tournoi d'Australie de 2002 où ils remportent le bowl (9e place) en battant notamment la France et le Japon. Ils remportent aussi ce même trophée au prestigieux Tournoi de Hong Kong de 2004.
En 2009 ils participent au Tournoi de Nouvelle-Zélande de rugby à sept, où ils remportent encore le Bowl, battant coup sur coup le Canada, l'Australie et les Tonga.
Via l'Oceania Sevens en novembre 2017, les Îles Cook passent à une place de se qualifier pour la coupe du monde 2018 se déroulant à San Francisco. L'équipe se qualifie tout de même pour le tournoi de qualification de Hong Kong.

## Résultats

### Coupe du monde
- 1993 : pas de participation
- 1997 : Demi-finale de Plate (11e)
- 2001 : Quart de finale de Plate (13e)
- 2005 : Non qualifié
- 2009 : Non qualifié
- 2013 : Non qualifié
- 2018 : Non qualifié

### Jeux du Commonwealth
- 1998 : Vainqueur de la Plate (9e)
- 2002 : Quart de finale de Bowl (11e)
- 2006 : Quart de finale de Bowl (13e)
- 2010 : Non qualifié
- 2014 : Finale de Bowl (10e)
- 2018 : Non qualifié